# Террасное земледелие
Террасное земледелие — земледелие, ведущееся на культивируемых полях, расположенных на нескольких уровнях холмов (гор), в виде широких ступеней. Террасы (ступени) необходимы для консервации почвы, для замедления или недопущения быстрой эрозии поверхности из-за стока ирригационных вод.

## Общие исторические сведения
В условиях гор и предгорий террасное земледелие — это вынужденная необходимость, которой нет альтернативы и до сих пор, поэтому террасное земледелие применялось практически всеми земледельческими народами, живущими в горных или предгорных районах.
Террасное земледелие применялось в Китае, Индокитае, Индонезии, Филиппинах, Непале, Израиле, Дагестане, а также в Южной Америке ещё со времён древнейших индейских государств (Морай — империя инков и др.), предположительно, в древнем Вавилоне (Висячие сады Семирамиды), в древнем Риме (Вилла Папирусов в Геркулануме).
Выбор культур для выращивания при террасном земледелии зависит от объёма выпадающих в этой местности осадков, климата и др. значимых обстоятельств. В одних случаях эффективнее выращивать рис или иные зерновые, в других случаях — чай, виноград и т. п.
Террасное земледелие применялось также в древней Англии, при этом терраса называлась lynch. Хорошим примером является Lynch Mill в Лайм-Реджис, где вода поступает на мельницу через канал, проложенный по террасе.
Предположительно, самыми древними из всех сохранившихся террас, являются террасы, которые недавно обнаружены археологами на территории современной России, а именно на Кавказе — террасы майкопской археологической культуры, так как данная культура датируется концом IV тыс. до н. э.
- Рисовые террасы Банауэ, провинция Ифугао, Филиппины
- Террасные рисовые поля в округе Юаньян, провинция Юньнань, южный Китай
- Террасное земледелие в долине Пунакха, дзонгхаг Пунакха, Бутан
- Террасное земледелие в Дагестане